# Zvezdara
Zvezdara (srbskou cyrilicí Звездара) je opština (samosprávná jednotka, správní obvod) hlavního města Srbska Bělehradu. Na rozdíl od některých další částí metropole je okrajová čtvrť kopcovitá a její součástí jsou početné lesy. Podle výsledků sčítání lidu z roku 2011 má obec 148 014 obyvatel.
Nachází se jihovýchodně od centra metropole. Ve svém původním smyslu zahrnovala oblasti kolem Zvezdarského lesa (srbsky Zvezdarska šuma), včetně místní části Zvezdara II. Sousedí s místními částmi Bogoslovija a Karaburma na severu, Ćalije na severovýchodě (všechny spadají pod opštinu Palilula), dále potom Mirijevo na východě, Mali Mokri Lug na jihovýchodě, Cvetkova Pijaca a Konjarnik na jihu, Lion na jihozápadě a Bulbuder na západě.
Svůj název má podle kopce, který byl dříve známý pod názvem Veliki Vračar (ve srovnání s kopcem Vračar ve středu města. Svůj současný název odkazuje na astronomickou observatoř, která zde byla postavena podle projektu českého architekta Jana Dubového na počátku 30. let 20. století. V roce 1935 byla v lokalitě také postavena nemocnice. Postupně byla oblast urbanizována. V roce 1955 zde byla ustanovena městská část, o dva roky později ještě rozšířena o další vesnice, které se tehdy k Bělehradu připojily. Od 70. let 20. století je Zvezdara jednou z několika opštin metropole Bělehradu.